# USS Onondaga (1863)

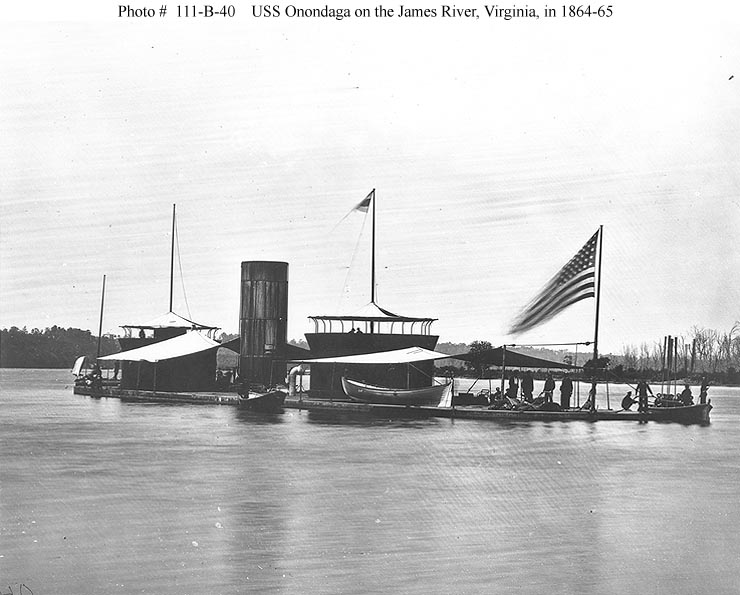
USS Onondaga (1863)

Монітор «Онондага» (англ. Onondaga), названий на честь однойменного озера і графства — двобаштовий  монітор, побудований для військово-морського флоту США в період Громадянської Війни.  Служив у береговій обороні і річкових операціях до кінця війни. Після війни проданий у Францію, під колишнім ім'ям служив до 1904 року.

## Історія
Успіх оригінального USS Monitor в бою зі значно більшим CSS «Вірджинія» на Гемптонському Рейді породив довіру до нового класу низькобортних баштових кораблів. Практично негайно, військово-морський департамент США замовив велику серію моніторів тип «Пассаік», були поліпшеним і збільшеним розвитком оригінального проекту. У той же час, флот вважав головним недоліком оригінального проекту слабке озброєння — всього дві гармати в єдиній башті.
Намагаючись вирішити проблему, флот почав експерименти з гарматами великого калібру— 274-мм і навіть 380-мм гарматами. Паралельно з цим було вирішено спробувати збільшити вогневу міць моніторів, встановивши на них більше однієї башти. Перебудовувався з гвинтового фрегата великий трибаштовий монітор «Роанок». Однак, через велику осадку відповідного корабля керівництво флоту вважало, що він не буде по-справжньому ефективний у мілководних прибережних водах. Тому у травні 1862 року було прийнято рішення побудувати залізний двобаштовий монітор з невеликою осадкою, здатний оперувати біля узбережжя бунтівних штатів.

## Конструкція
«Онондага» була першим американським багатобаштовим  кораблем спеціальної побудови. Монітор виготовили цілком з заліза. Корпус його був подовженою версією корпусу моніторів типу «Пассаік», і мав (при погляді зверху) яйцеподібну форму. Обводи обмежували її швидкість, але зате робили її добре керованою, щоб було важливо у прибережних водах.
Водотоннажність «Онондаги» становило всього 2250 тонн, при осадці не більше 3,9 метрів. По конструкції це був типовий ранній монітор з плоскою палубою без фальшборту або виражених надбудов. На гладкій палубі виступали дві башти, труба і два висувних патрубка вентилятора. Морехідність корабля була незначна. Однак, він міг ефективно оперувати у внутрішніх — в тому числі річкових — водах.

### Озброєння
Основне озброєння «Онондаги» розміщувався у двох обертових баштах конструкції Ерікссона. У кожній башті стояло по одній 380-мм гладкоствольній гарматі Дальгрена, і по одній 150-фунтовій (203-мм) нарізній гарматі Перрота. Вважалося, що гладкоствольні гармати з їх важким снарядом і нарізні гармати з їх високою далекобійністю будуть ефективно доповнювати один одного. На практиці виявилося, що керувати вогнем двох різнотипних гармат в одній башті було вкрай незручно, і доцільніше б було розмістити у кожній башті гармати одного типу. 
Гармати Дальгрена стріляли круглим 200-кілограмовим сталевим або залізним ядром на дистанції до 2000 метрів. Альтернативою ядру могла бути 160-кг фугасна бомба, або картечний заряд із сотні 3-фунтових куль у жерстяній банці. Гармата Перрота стріляти 68-кілограмовим видовженим снарядом на відстань до 7500 метрів. В цілому, якщо не рахувати неадекватного розташування, артилерія монітора вдало доповнювали один одного і могла бути ефективно використана проти будь-яких цілей.

### Бронювання
Низький (усього 0,36 м вище ватерлінії) надводний борт монітора був цілком захищений броньовим поясом, товщиною до 140 міліметрів. Точно не відомо, чи була її броня набрана з окремих шарів 25-мм плит (як у річкових моніторів) або ж виготовлена з суцільних плит (як у морехідних моніторів). У першому випадку, стійкість шаруватої броні, ймовірно, не перевищувала таку ж у 100-мм суцільний.
Броньові башти монітора були захищені дванадцятьма шарами окремих 25-мм плит. Це було пов'язано з тим, що промисловість США відчувала проблеми з виробництвом закруглених броньових елементів великої товщини. Загальна товщина броні на баштах становила 298 мм, але її реальна стійкість була нижче, ніж у аналогічної товщини суцільної.
Палуба корабля була захищена одним шаром плит, товщиною 25 міліметрів.

### Силова установка
«Онондага» була першим двухгвинтовим монітором. Її приводили в рух дві горизонтальні зворотно-поступальні парові машини, загальною потужністю не більш 642  кінських сил. Швидкість монітора на мірній милі склала 7 вузлів. За рахунок наявності двох гвинтів, «Онондага» була дуже маневровий, що мало особливе значення на річках.

## Служба

### У американськім флоті

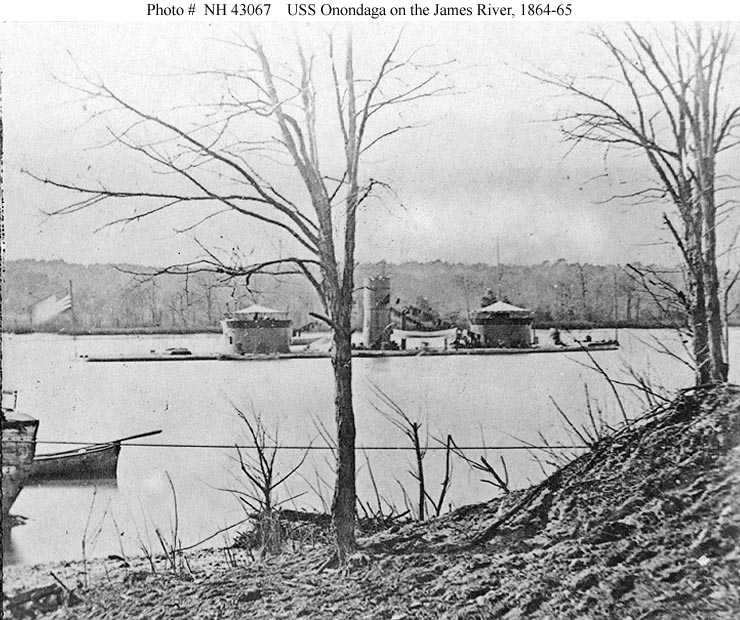
«Онондага» на ріці Джеймс

Вступивши в дію в березні 1864 року, «Онондага» була негайно призначена для дій у гирлі річки Джеймс. Ця річка з'єднувала Гемптон-Роудс з Річмондом, була ключовим пунктом для конфедератів. Утримуючи річку, їх броненосці забезпечували захист підступів до Річмонду з півдня, і одночасно, створювали постійну загрозу для комунікацій федеральної армії, що проходили через Гемптон-Роудс.
Північани чудово усвідомлювали всю важливість регіону, і активно підтримували блокаду гирла річки все новими і новими кораблями. Прибувши на позицію, «Ондонага» була призначена для захисту Кордону Трента — серії бонів і мінних загороджень, поставлених силами Союзу в річці, для того щоб замкнути в ній конфедеративні кораблі. Діючи поблизу позицій південців, «Ондонага» та інші призначені в цей регіон монітори брали участь у підтримці наступу армії генерала Гранта в листопаді 1864.
У грудні 1864, у зв'язку з необхідністю значної концентрації сил для атаки на форт Фішер, велика частина федеральних броненосних кораблів була відкликана з гирла річки Джеймс. «Ондонага» залишилася фактично єдиним кораблем, здатним утримувати контроль над гирлом річки, і її єдиним броненосним компаньйоном був експериментальний броньований міноносець «Спютен Дайвил», озброєний жердинними мінами.
Дізнавшись про тимчасове ослаблення сил сіверян, Ескадра річки Джеймс, у складі броненосців «Вірджинія II», «Річмонд» і «Фредериксбург» вирішила здійснити рейд, який за сприятливих обставин, міг би серйозним чином порушити постачання армії генерала Гранта, яка здійснювала облогу Річмонду. 23 січня, броненосці Конфедерації рушили вниз по річці, розчищаючи прохід через загородження. Побачивши їх, «Ондонага» відступила трохи нижче, щоб забезпечити собі свободу маневру, і приготувалася до нерівної битві. Однак, атака конфедератів зірвалася - під час відливу два з чотирьох їх броненосців, канонерка  «Дьюї» і міноносець  «Скорпіон» сіли на мілину, і коли прохід в загородженнях був, нарешті, розчищено, йти крізь нього було майже нікому. Скориставшись безпорадним становищем конфедератів, «Онондага» підійшла впритул до загородження, і, спільно з береговими батареями, почала розстрілювати броненосці на мілині. У ході подальших дій, броненосець «Вірджинія II» був пошкоджений до небоєздатного стану, канонерський човен «Дьюї» знищений і міноносець «Скорпіон» пошкоджено настільки, що його залишив екіпаж. Після цього конфедерати відступили.
Після завершення військових дій, в червні 1863 «Онондага» була поміщена в резерв. Флот, однак, вже не вважав за потрібне більш зберігати у складі флоту не-морехідні монітори, і в 1867 році передав її власнику верфі, на якій вона була побудована, як відшкодування за все ще повністю неоплачені витрати на спорудження.

### У французькому флоті

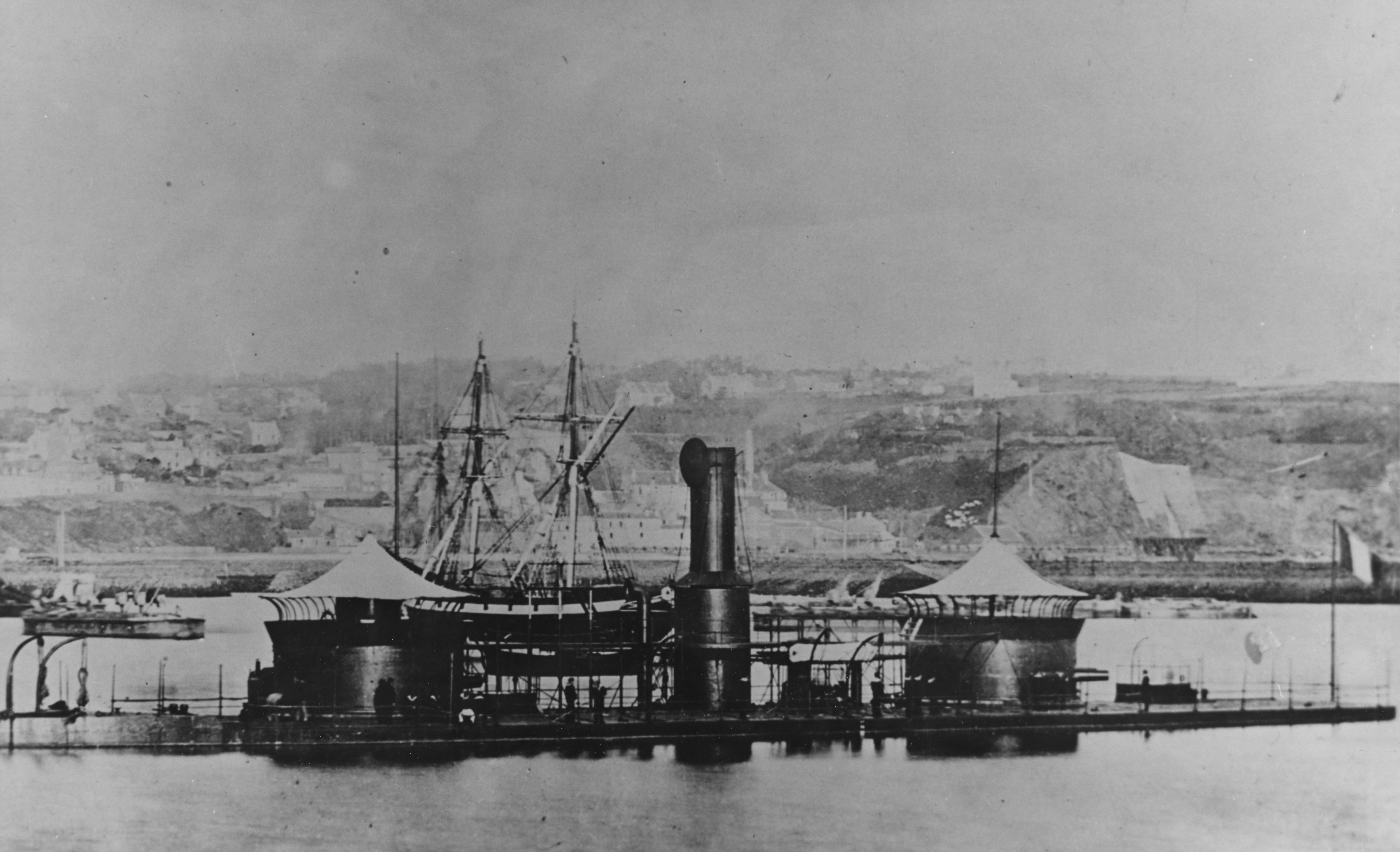
«Онондага» у Бресті, франція

В 1867 році, Франція скористалася післявоєнним скороченням американського флоту, щоб викупити частину бойових кораблів для посилення свого флоту. Серед них була і «Онондага». Під колишнім ім'ям (за винятком приставки USS) корабель перетнув Атлантику в 1869 — повністю під парами — і вступив до складу французького флоту. Французи знайшли монітор «чудово зробленим», однак, замінили всю артилерію на чотири французькі 234-міліметрові нарізні гармати.
Під французьким прапором, монітор служив понад 30 років в береговій обороні. Він послужив основою для побудови класу моніторів у Франції. Під час Франко-Прусської війни 1870-1871, корабель перебував у плаванні але з невідомої причини не був задіяний. Переозброєний на більш нові гармати того ж калібру, він прослужив до 1904 року, після чого був списаний.